# Lelwani
Lelwani (parfois Liliwani) est une déesse de l'Anatolie hittite. Il s'agit d'une divinité chthonienne, liée au monde infernal. Elle est assimilée à la déesse mésopotamienne Ereshkigal, la reine des Enfers, et est d'ailleurs généralement désignée dans les textes sous le nom de cette dernière. Elle est également rapprochée de la déesse infernale hourrite nommée Allani. Progressivement elle tend à se fondre avec la principale déesse du pays hittite, la Déesse-soleil d'Arinna, qui a elle aussi des aspects chthoniens.
Lelwani est invoquée dans plusieurs prières royales, pour son action protectrice et guérisseuse : une prière de Mursili II pour la guérison de la reine Gassuliyawiya (CTH 380), qui prend place dans un rituel faisant appel à un procédé magique de substitution (une femme étant censée reprendre le mal qui touche la reine) ; dans une longue prière de la reine Puduhepa pour la protection de son époux le roi Hattusili III (CTH 384), en échange de l'offrande d'une statue en argent à taille réelle de celui-ci.